# Berliet VIS
Unter der Bezeichnung Berliet VIS wurde beim Fahrzeughersteller Berliet in Lyon 1928 ein Kraftfahrzeug mit Vierzylindermotor hergestellt, welches ohne erkennbare Folgeproduktion nur als Prototyp überliefert ist.

## Technik
Die wesentlichen technischen Daten sind in der Info-Box entnommen angeben. Der verwendete wassergekühlte Vierzylinder-Ottomotor des Typs Berliet MLD war ein Seitenventiler und mit 9 Steuer-CV eingestuft. Die effektive Leistung bei 1800/min entwickelte Höchstleistung ist nicht überliefert. Die Größenordnung dürfte bei rund 20–25 PS gelegen haben. Der Motor fand auch in anderen zeitgleich gebauten Berliet-Modellen Verwendung, beispielsweise im Pkw Berliet VIG oder im Kleinlaster Berliet VIK.
Das Getriebe hatte vier Vorwärtsgänge und einen Rückwärtsgang. Das Leergewicht des bloßen Chassis wird mit 1140 kg angegeben, was für diesen Pkw hoch erscheint, denn vergleichbare Pkw-Chassis wogen ca. 650 – 700 kg.

## Geschichte
Für Fahrzeug Berliet VIS wurde am 13. November 1928 eine allgemeine Betriebserlaubnis erteilt. Es wird mit den hier wiedergegebenen Daten in den Werksunterlagen beschrieben und taucht nicht in weiteren Produktionsstatistiken oder anderen Stellen auf. Offenbar blieb es ein Prototyp, der eventuell keinen Aufbau erhielt und deshalb lediglich als voiture in den Unterlagen verzeichnet ist. Üblicherweise wurden seinerzeit zu „voiture“ die Worte „de tourisme“ ergänzt und dann mit „Pkw“ übersetzt. Mangels dieser Ergänzung bedeutet es schlicht und einfach „Fahrzeug“ ohne Information zu Aufbau oder Ausstattung.